# Polska Socjalistyczna Partia Robotnicza

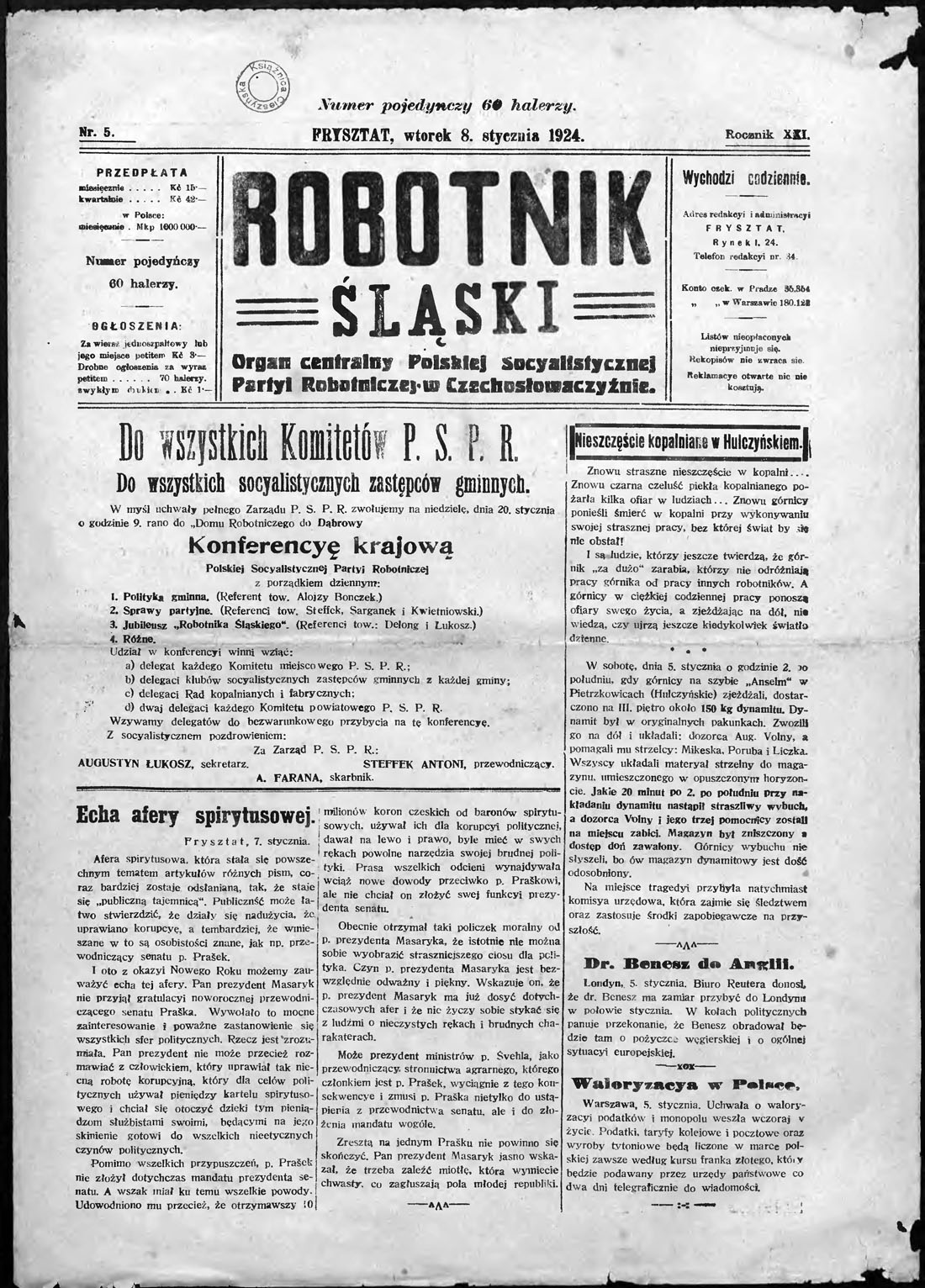
Strona tytułowa gazety Robotnik Śląski, organu prasowego partii

Polska Socjalistyczna Partia Robotnicza w Czechosłowacji (PSPR) – partia lewicowa działająca w latach 1921–1938 na Śląsku Cieszyńskim i Opawskim, opowiadająca się za prawami narodowymi Polaków oraz realizacją programu socjalistycznego w skali całej Czechosłowacji.

## Informacje ogólne
Główni działacze: W. Sembol, L. Lizak, Augustyn Łukosz, Józef Badura, Emanuel Chobot, Władysław Wójcik.
Siedzibą organizacji była Ostrawa.
Przy partii afiliowane były następujące organizacje:
- Związek Górników (przew. F. Goetze)
- Związek Metalowców (przew. Augustyn Steffek)

## Historia polskiego ruchu lewicowego na Śląsku Cieszyńskim do 1921 roku
21 marca 1920 roku została powołana Polska Partia Socjaldemokratyczna w Republice Czechosłowackiej (PPSD) – na jej czele stanął Emanuel Chobot. Już w początkowym okresie działania w jej łonie pojawiły się kontrowersje: grupa skupiona wokół Tadeusza Regera opowiadała się za skoncentrowaniem na walce o prawa narodowe Polaków w Czechosłowacji (preferowano sojusze z polskimi ugrupowaniami prawicowymi), z kolei Emanuel Chobot i inni działacze lewego skrzydła chcieli łączyć walkę o prawa mniejszości polskiej z działalnością na rzecz przebudowy ustroju społeczno-gospodarczego Czechosłowacji, opowiadając się za współpracą z praską socjaldemokracją.
PPSD swym działaniem obejmowała powiaty Frysztat i Frydek, na terenie okręgów Cieszyn, Frysztat i Bielsko działała zjednoczona w maju 1919 roku Polska Partia Socjalistyczna.
Organem prasowym PPSD był „Głos Robotniczy”, którego redaktorem został L. Lizak.

## Powstanie PSPR
W lutym 1921 roku doszło do połączenia się PPSD z siedzibą w Ostrawie z frysztackimi i czeskocieszyńskimi oddziałami PPS w ruch o nazwie Polska Socjalistyczna Partia Robotnicza (PSPR).
12 czerwca 1921 roku odbył się pierwszy zjazd zjednoczonej partii – na skutek konfliktów z konserwatywnie nastawionym skrzydłem część działaczy odeszła do sekcji polskiej Komunistycznej Partii Czechosłowacji (Karol Śliwka, F. Goetze, L. Lizak, E. Chobot, F. Kraus), po kilku miesiącach część z nich wróciła na łono PSPR, niektórzy jednak (Kraus, Śliwka) pozostali w KPCz.

## Udział w wyborach w I Republice
W wyborach parlamentarnych z 1925 roku PSPR zdecydowała się wystartować razem z polskimi organizacjami narodowymi (ZŚlK i SL) oraz ślązakowcami. Wzbudziło to znaczne kontrowersje – w partii działała spora grupa osób, które preferowały sojusze z czeską socjaldemokracją, według nich przychylniej nastawioną do praw mniejszości niż rządzący w Pradze agrariusze i ludowcy. Niezadowolenie w partii pogłębił fakt nieuzyskania przez socjalistów ani jednego mandatu w sejmie praskim (jedynym polskim posłem został wówczas katolik Leon Wolf), mimo dobrej lokaty polityka PSPR W. Wójcika (drugie miejsce na liście) nastawieni lewicowo Polacy woleli głosować na komunistów.
W wyborach do sejmiku krajowego w Brnie w 1928 roku PSPR wystartowała już osobno, uzyskując w skali regionu niecałe 10 tys. głosów (dla porównania KPCz: 166 tys.). Jak się okazało, również start samodzielny nie gwarantował sukcesu polskim socjalistom.
Do wyborów parlamentarnych z 1929 roku poszli socjaliści – mimo propozycji wspólnego starty składanych przez czeską socjaldemokrację – wspólnie z polskimi i śląskimi organizacjami, wsparci głosami mniejszości żydowskiej. Udało się wówczas wywalczyć dwa mandaty dla Polaków, w tym jeden dla Emanuela Chobota, lidera PSPR.

## Rozbicie ruchu lewicowego
Ostatnie wybory do parlamentu czechosłowackiego upłynęły pod znakiem współpracy polskich socjalistów z czeską lewicą – kandydaci polscy umieszczeni na dalekich miejscach byli jednak skazani na porażkę. Klęska wyborcza doprowadziła do rozłamu w szeregach PSPR i wyłonienia się Polskiej Partii Socjaldemokratycznej (PPSD, powrót do nazwy z 1921 roku), na czele z Augustynem Łukoszem.
W marcu 1938 PPSD zjednoczyła się ze Stronnictwem Ludowym w centrolewicową Polską Partię Ludową.